# Tercera Federación - Grupo IX 2022-23
La temporada 2022-23 del Grupo IX de la Tercera Federación  de fútbol comenzó el 11 de septiembre de 2022 y finalizó el 23 de abril de 2023. Posteriormente se disputa la promoción de ascenso entre el 30 de abril y el 21 de mayo en su fase territorial, y para finalizar en su fase nacional entre el 28 de mayo y el 4 de junio. Durante esta campaña es el quinto nivel de las Ligas de fútbol de España para los clubes de Andalucía Oriental y Melilla, por debajo de la Segunda Federación y por encima de la División de Honor Andaluza y la Preferente de Melilla. Se trata de la segunda edición tras la restructuración de las categorías no profesionales por parte de la RFEF a causa de la pandemia global causada por el Coronavirus; y es la quinta categoría a nivel nacional.

## Sistema de competición
Participan dieciséis clubes en un único grupo. Se enfrentan todos contra todos en dos ocasiones -una en campo propio y otra en campo contrario- durante un total de 30 jornadas. El orden de los encuentros se decide por sorteo antes de empezar la competición. La Federación de Fútbol de Andalucía es la responsable de designar las fechas de los partidos y los árbitros de cada encuentro, reservando al equipo local la potestad de fijar el horario exacto de cada encuentro.
Una vez finalizada la competición, el primer clasificado asciende directamente a Segunda Federación y se proclama campeón de Tercera Federación.
Los clasificados entre el segundo y el quinto lugar disputan un Play Off territorial en formato de eliminatorias a doble partido de ida y vuelta. En caso de empate el vencedor de la eliminatoria es el equipo mejor clasificado. El equipo vencedor de este Play Off se clasifica a la Promoción de ascenso a Segunda Federación que tiene carácter de final interterritorial.
Los tres últimos clasificados descendían directamente a División de Honor Andaluza; pero en el mes de mayo y una vez finalizada la temporada se anunció el acuerdo de la ampliación de la categoría, pasando de dieciséis a dieciocho equipos en cada uno de los grupos de Tercera Federación. En el mes de junio la RFEF lo confirmó en una circular, anunciando que las dos plazas vacantes deben ser propuestas por las federaciones territoriales y aprobadas por la RFEF, amparándose en los artículos 119 y 217 del Reglamento General en los que se da prioridad a los equipos que hayan ocupado puestos de descenso en esta categoría.

## Ascensos y descensos
| Pos. | Ascendidos a 2.ª Federación          |
| ---- | ------------------------------------ |
| 1º   | C. D. Juventud de Torremolinos C. F. |

| Pos. | Ascendidos de División de Honor |
| ---- | ------------------------------- |
| 2º   | F. C. Málaga City               |
| 3º   | Arenas de Armilla CyD           |
| 4º   | U. D. Maracena                  |

| Pos. | Ascendidos de Preferente de Melilla |
| ---- | ----------------------------------- |
| 1º   | C. D. Huracán Melilla               |

| Pos. | Descendidos a División de Honor y Preferente de Melilla |
| ---- | ------------------------------------------------------- |
| 14.º | Alhaurín de la Torre C. F.                              |
| 15.º | U. D. San Pedro                                         |
| 16.º | C. D. Alhaurino                                         |
| 17.º | C. D. Intergym Melilla                                  |

## Equipos

### Listado de equipos
| Equipo                               | Estadio                                       | Fundación | Localidad      | Provincia         | Comunidad / Ciudad Autónoma |
| ------------------------------------ | --------------------------------------------- | --------- | -------------- | ----------------- | --------------------------- |
| U. D. Almería "B"                    | Anexo Estadio Juegos Mediterráneos            | 1997      | Almería        | Almería           | Andalucía (zona oriental)   |
| Arenas de Armilla CyD                | Estadio Municipal                             | 1931      | Armilla        | Granada           | Andalucía (zona oriental)   |
| C. D. Huétor Tájar                   | Estadio Miguel Moranto                        | 1940      | Huétor Tájar   | Granada           | Andalucía (zona oriental)   |
| C. D. Huétor Vega                    | Estadio Municipal Las Viñas                   | 1927      | Huétor Vega    | Granada           | Andalucía (zona oriental)   |
| F. C. Málaga City                    | Pepe Luis Bobadilla                           | 2013      | Almuñécar      | Granada           | Andalucía (zona oriental)   |
| U. D. Maracena                       | Ciudad Deportiva                              | 1956      | Maracena       | Granada           | Andalucía (zona oriental)   |
| C. F. Motril                         | Estadio Escribano Castilla                    | 2012      | Motril         | Granada           | Andalucía (zona oriental)   |
| Real Jaén C. F.                      | La Victoria                                   | 1929      | Jaén           | Jaén              | Andalucía (zona oriental)   |
| Atlético Porcuna C. F.               | Estadio Municipal San Benito                  | 1975      | Porcuna        | Jaén              | Andalucía (zona oriental)   |
| C. D. U. D. Ciudad de Torredonjimeno | Estadio Matías Prats                          | 2009      | Torredonjimeno | Jaén              | Andalucía (zona oriental)   |
| C. D. Torreperogil                   | Estadio Abdón Martínez                        | 2008      | Torreperogil   | Jaén              | Andalucía (zona oriental)   |
| El Palo F. C.                        | Nuevo San Ignacio                             | 1971      | El Palo        | Málaga            | Andalucía (zona oriental)   |
| Atlético Malagueño                   | Ciudad Deportiva FMF Estadio Ciudad de Málaga | 1990      | Málaga         | Málaga            | Andalucía (zona oriental)   |
| Marbella F. C.                       | Estadio Municipal Antonio Lorenzo Cuevas      | 1997      | Marbella       | Málaga            | Andalucía (zona oriental)   |
| U. D. Torre del Mar                  | Estadio Juan Manuel Azuaga                    | 1971      | Torre del Mar  | Málaga            | Andalucía (zona oriental)   |
| C. D. Huracán Melilla                | Campo de La Espiguera                         | 2011      | Melilla        | Ciudad de Melilla | Melilla                     |

| Almería "B" Arenas Huétor Tájar Huétor Vega Málaga City Maracena Marbella Motril At. Malagueño Real Jaén Torredonjimeno Torreperogil At. Porcuna El Palo Torre del Mar |

| Huracán |

## Clasificación
| Pos. | Equipo                               | Pts. | PJ | G  | E  | P  | GF | GC  | Dif. |                                                                   |
| ---- | ------------------------------------ | ---- | -- | -- | -- | -- | -- | --- | ---- | ----------------------------------------------------------------- |
| 1    | Marbella F. C. (A, C)                | 72   | 30 | 23 | 3  | 4  | 67 | 17  | +50  | Ascenso a Segunda Federación y Copa del Rey                       |
| 2    | Real Jaén C. F.                      | 68   | 30 | 21 | 5  | 4  | 58 | 12  | +46  | Acceso a Promoción de Ascenso a Segunda Federación y Copa del Rey |
| 3    | El Palo F. C.                        | 63   | 30 | 19 | 6  | 5  | 43 | 20  | +23  | Acceso a Promoción de Ascenso a Segunda Federación y Copa RFEF    |
| 4    | U. D. Torre del Mar                  | 55   | 30 | 17 | 4  | 9  | 53 | 31  | +22  | Acceso a Promoción de Ascenso a Segunda Federación                |
| 5    | Atlético Malagueño                   | 45   | 30 | 11 | 12 | 7  | 45 | 27  | +18  | Acceso a Promoción de Ascenso a Segunda Federación                |
| 6    | C. D. Huétor Vega                    | 45   | 30 | 11 | 12 | 7  | 42 | 35  | +7   |                                                                   |
| 7    | C. F. Motril                         | 41   | 30 | 12 | 5  | 13 | 37 | 41  | −4   |                                                                   |
| 8    | C. D. U. D. Ciudad de Torredonjimeno | 41   | 30 | 11 | 8  | 11 | 45 | 42  | +3   |                                                                   |
| 9    | U. D. Almería "B"                    | 41   | 30 | 12 | 5  | 13 | 40 | 34  | +6   |                                                                   |
| 10   | Arenas de Armilla CyD                | 39   | 30 | 11 | 6  | 13 | 36 | 36  | 0    |                                                                   |
| 11   | C. D. Torreperogil                   | 38   | 30 | 10 | 8  | 12 | 40 | 45  | −5   |                                                                   |
| 12   | C. D. Huétor Tájar                   | 37   | 30 | 10 | 7  | 13 | 52 | 44  | +8   |                                                                   |
| 13   | U. D. Maracena                       | 33   | 30 | 8  | 9  | 13 | 34 | 48  | −14  |                                                                   |
| 14   | F. C. Málaga City                    | 25   | 30 | 6  | 7  | 17 | 22 | 48  | −26  |                                                                   |
| 15   | Atlético Porcuna C. F. (D)           | 21   | 30 | 6  | 3  | 21 | 30 | 54  | −24  | Descenso a División de Honor                                      |
| 16   | C. D. Huracán Melilla (D)            | 5    | 30 | 1  | 2  | 27 | 8  | 119 | −111 | Descenso a División de Honor                                      |

Actualizado a los partidos jugados el 23 de abril de 2023.
 Fuente: Resultados Fútbol

## Resultados
| Local \ Visitante                    | ALM | ARE | ATM | ATP | EPA | HTA | HVE | HUR  | JAE | MAL | MAC | MAB | MOT | TDM | TDJ | TRP |
| ------------------------------------ | --- | --- | --- | --- | --- | --- | --- | ---- | --- | --- | --- | --- | --- | --- | --- | --- |
| U. D. Almería "B"                    | —   | 4–0 | 0–0 | 2–0 | 3–0 | 3–1 | 0–1 | 3–0  | 0–1 | 3–0 | 2–1 | 0–3 | 0–0 | 1–0 | 1–2 | 0–0 |
| Arenas de Armilla CyD                | 1–0 | —   | 2–1 | 3–1 | 0–1 | 1–2 | 1–1 | 3–0  | 0–1 | 3–0 | 3–0 | 0–2 | 2–4 | 0–2 | 1–1 | 1–0 |
| Atlético Malagueño                   | 1–2 | 2–0 | —   | 1–1 | 1–1 | 3–2 | 1–1 | 8–0  | 0–0 | 1–1 | 3–0 | 0–0 | 4–1 | 0–0 | 4–2 | 4–0 |
| Atlético Porcuna C. F.               | 1–2 | 0–2 | 2–1 | —   | 1–2 | 1–3 | 3–0 | 3–0  | 2–0 | 2–1 | 0–2 | 0–2 | 0–2 | 3–4 | 1–2 | 0–0 |
| El Palo F. C.                        | 1–0 | 1–1 | 0–0 | 1–0 | —   | 1–0 | 0–3 | 4–0  | 2–0 | 2–0 | 1–0 | 2–1 | 3–0 | 3–0 | 2–0 | 1–1 |
| C. D. Huétor Tájar                   | 2–1 | 0–0 | 3–0 | 1–1 | 0–1 | —   | 2–4 | 7–0  | 0–0 | 2–1 | 1–3 | 0–4 | 2–3 | 3–0 | 2–2 | 2–1 |
| C. D. Huétor Vega                    | 3–2 | 0–2 | 0–1 | 1–0 | 0–3 | 1–1 | —   | 4–1  | 0–1 | 1–1 | 1–1 | 3–3 | 2–1 | 3–0 | 2–2 | 2–1 |
| C. D. Huracán Melilla                | 1–2 | 0–4 | 1–4 | 1–2 | 0–2 | 0–5 | 0–3 | —    | 0–6 | 0–2 | 0–0 | 0–1 | 2–5 | 0–5 | 0–6 | 0–2 |
| Real Jaén C. F.                      | 1–0 | 1–0 | 2–0 | 7–1 | 2–0 | 2–1 | 2–0 | 7–0  | —   | 4–1 | 5–0 | 2–0 | 1–0 | 3–0 | 0–0 | 5–1 |
| F. C. Málaga City                    | 2–2 | 1–1 | 1–0 | 1–0 | 0–3 | 2–1 | 0–0 | 1–1  | 0–0 | —   | 2–5 | 0–1 | 1–2 | 0–2 | 1–2 | 0–1 |
| U. D. Maracena                       | 0–3 | 1–1 | 1–2 | 2–1 | 1–1 | 0–0 | 2–2 | 4–0  | 1–1 | 2–0 | —   | 0–1 | 1–2 | 0–1 | 1–0 | 3–2 |
| Marbella F. C.                       | 2–0 | 3–0 | 2–0 | 1–0 | 3–1 | 2–1 | 1–0 | 10–0 | 1–0 | 3–0 | 4–0 | —   | 2–0 | 0–0 | 3–0 | 4–0 |
| C. F. Motril                         | 2–1 | 1–0 | 0–0 | 2–0 | 0–1 | 2–1 | 0–0 | 0–1  | 0–1 | 0–1 | 2–2 | 1–4 | —   | 1–4 | 3–1 | 1–1 |
| U. D. Torre del Mar                  | 4–1 | 2–0 | 0–0 | 2–1 | 0–2 | 1–4 | 0–1 | 8–0  | 2–1 | 2–0 | 4–1 | 3–0 | 1–0 | —   | 1–0 | 4–1 |
| C. D. U. D. Ciudad de Torredonjimeno | 2–2 | 3–2 | 2–3 | 2–0 | 0–0 | 1–1 | 2–2 | 2–0  | 0–1 | 2–1 | 3–0 | 1–2 | 1–0 | 2–1 | —   | 2–3 |
| C. D. Torreperogil                   | 2–0 | 1–2 | 0–0 | 4–3 | 3–1 | 3–2 | 1–1 | 6–0  | 0–2 | 0–1 | 0–0 | 3–2 | 1–2 | 0–0 | 2–0 | —   |

## Play Off de Ascenso a Segunda División RFEF
|  | Semifinales                     | Semifinales                     | Semifinales                     |   |                    | Final                   | Final                   | Final                   |  |
|  | 30 de abril y 7 de mayo de 2023 | 30 de abril y 7 de mayo de 2023 | 30 de abril y 7 de mayo de 2023 |   |                    | 14 y 21 de mayo de 2023 | 14 y 21 de mayo de 2023 | 14 y 21 de mayo de 2023 |  |
|  |                                 |                                 |                                 |   |                    |                         |                         |                         |  |
|  |                                 |                                 |                                 |   |                    |                         |                         |                         |  |
|  | Real Jaén C. F.                 | 1                               | 1                               |   |                    |                         |                         |                         |  |
|  | Real Jaén C. F.                 | 1                               | 1                               |   |                    |                         |                         |                         |  |
|  | Atlético Malagueño              | 1                               | 2                               |   |                    |                         |                         |                         |  |
|  | Atlético Malagueño              | 1                               | 2                               |   | Atlético Malagueño | 0                       | 0                       |                         |  |
|  |                                 |                                 |                                 |   | Atlético Malagueño | 0                       | 0                       |                         |  |
|  |                                 |                                 | El Palo F. C.                   | 0 | 1                  |                         |                         |                         |  |
|  | El Palo F. C.                   | 1                               | El Palo F. C.                   | 0 | 1                  | 1                       |                         |                         |  |
|  | El Palo F. C.                   | 1                               |                                 |   |                    | 1                       |                         |                         |  |
|  | U. D. Torre del Mar             | 0                               | 1                               |   |                    |                         |                         |                         |  |
|  | U. D. Torre del Mar             | 0                               | 1                               |   |                    |                         |                         |                         |  |
|  |                                 |                                 |                                 |   |                    |                         |                         |                         |  |

## Clasificados para la Copa del Rey
|  | Bandera de Andalucía | Bandera de Andalucía |  |  |
|  | Marbella F. C.       | R. Jaén C. F.        |  |  |
|  | 1.º Puesto           | 2.º Puesto           |  |  |

Nota: Hay posibilidad de que el subcampeón se clasifique a la Copa del Rey si no es un equipo filial.